# Sainte-Radégonde-des-Noyers
Sainte-Radégonde-des-Noyers település Franciaországban, Vendée megyében. Lakosainak száma 982 fő (2022. január 1.). Sainte-Radégonde-des-Noyers Charron, Marans, Chaillé-les-Marais, Moreilles, Nalliers és Puyravault községekkel határos.

## Népesség
A település népessége az elmúlt években az alábbi módon változott:
| Lakosok száma | 855  | 895  | 924  | 916  | 925  | 934  | 952  | 968  | 982  |
|               | 2013 | 2015 | 2016 | 2017 | 2018 | 2019 | 2020 | 2021 | 2022 |